# Kleinia neriifolia
Kleinia neriifolia és una espècie de planta fanerògama del gènere Kleinia, endèmica de les illes Canàries, l'aspecte general de la qual recorda a un petit drago.
Se l'ha atorgat el seu nom a una localitat a Tenerife (Tabaiba, El Rosario). Amb independència de la seva taxonomia, a Tenerife s'acostuma a cridar tabaibas sempre a aquests arbusts de fulla petita, més comuns en la seva vessant seca, i reservant el nom verode exclusivament per exemplars i / o varietats de menor mida i amb menor fullatge, amb la seva fulla més gruixuda i suculenta, lleugerament menys arbustius en comparació amb els anteriors, i més habituals en zones humides, i fins i tot amb presència urbana en teulades vells.

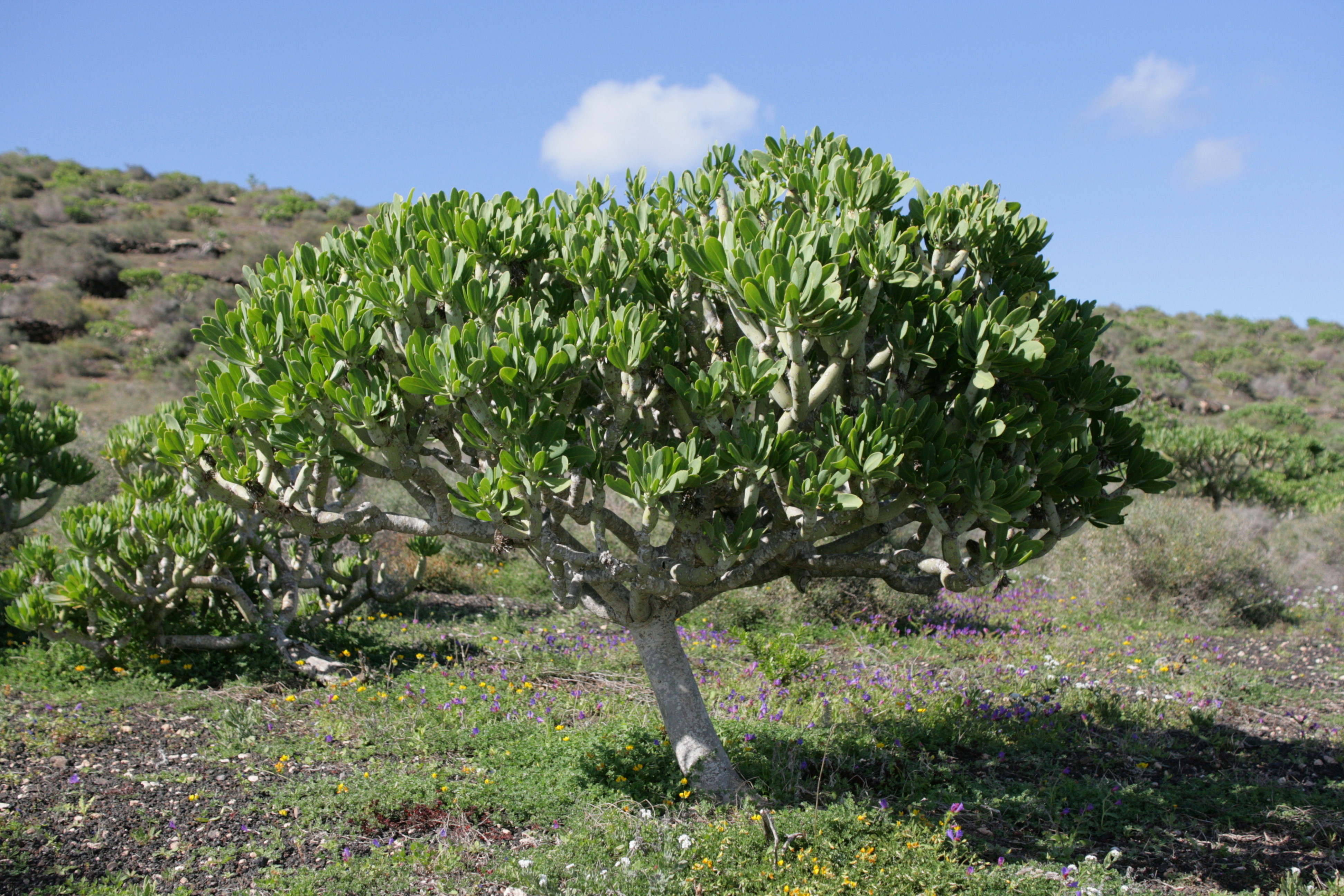
Vista de la planta

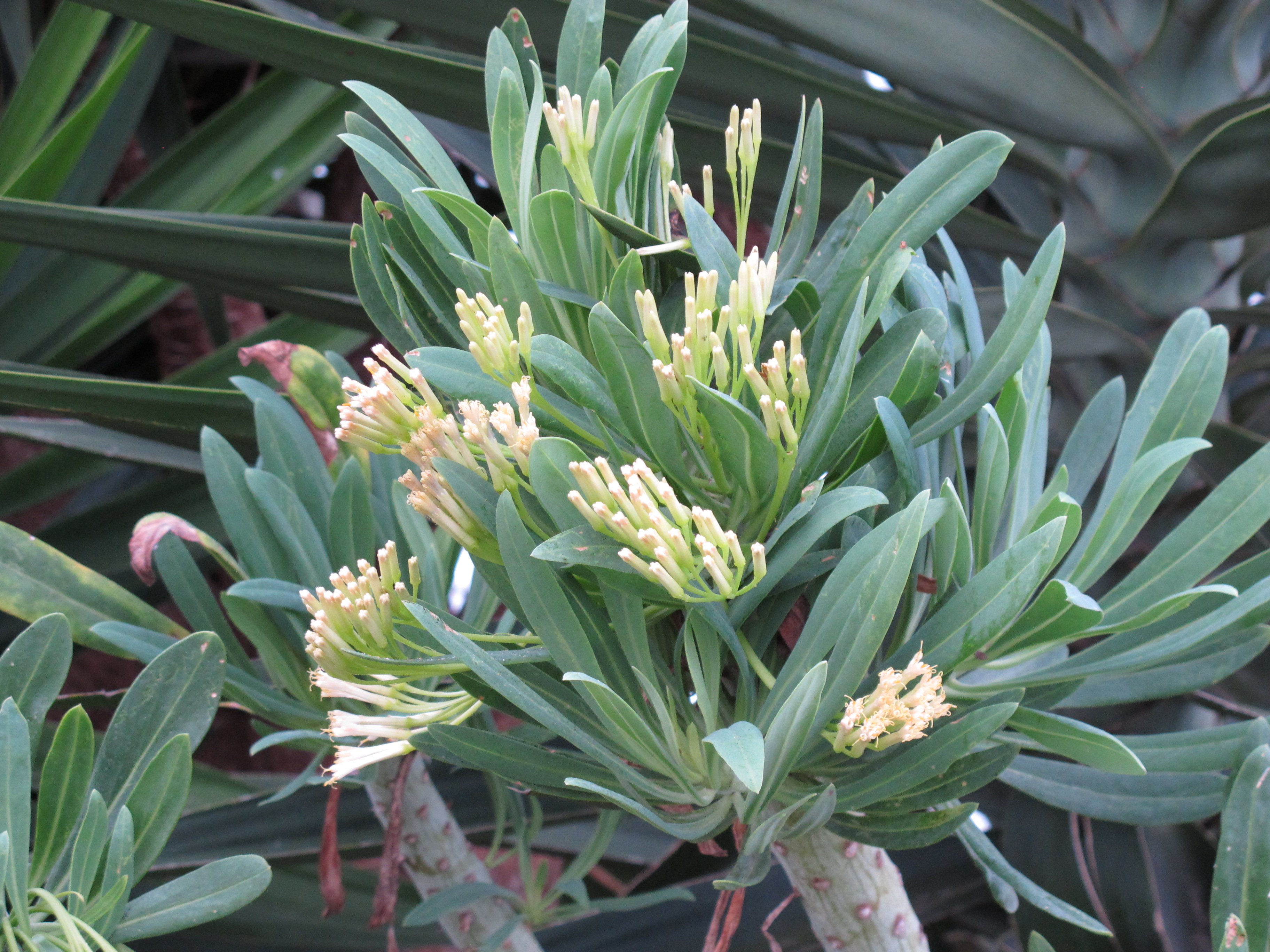
Flors

## Descripció
Kleinia neriifolia és una planta suculenta de port arbustiu que pot arribar als 150 cm d'alçada, es ramifica abundantment al llarg de l'estació vegetativa. Les tiges carnosos, adaptats per acumular aigua amb la qual suportar la sequera dels mesos estivals, estan protegits per una escorça que oscil·la del verd al marró i conserva les cicatrius de les fulles que han caigut. Les gruixudes fulles lanceolades són de color verd intens, sorgeixen en estrets raïms a la part superior de les tiges, sense pecíol. Cauen a l'inici de l'estació seca, moment en què les tiges més joves, verdosos, assumeixen durant aquest període la funció clorofíl·lica que correspondria a les fulles. Les fragants flors de color blanc ivorià broten a l'estiu.
Aquesta planta presenta la peculiaritat de conservar les fulles i fruits ja secs de l'any anterior i al mateix temps estan florint els nous. Les llavors presenten un plomall de pèls abundants (vil·là) que els permet la seva dispersió pel vent.
És visitada assíduament per les abelles mel·líferes quan es troba en floració. Produeix una excel·lent mel.

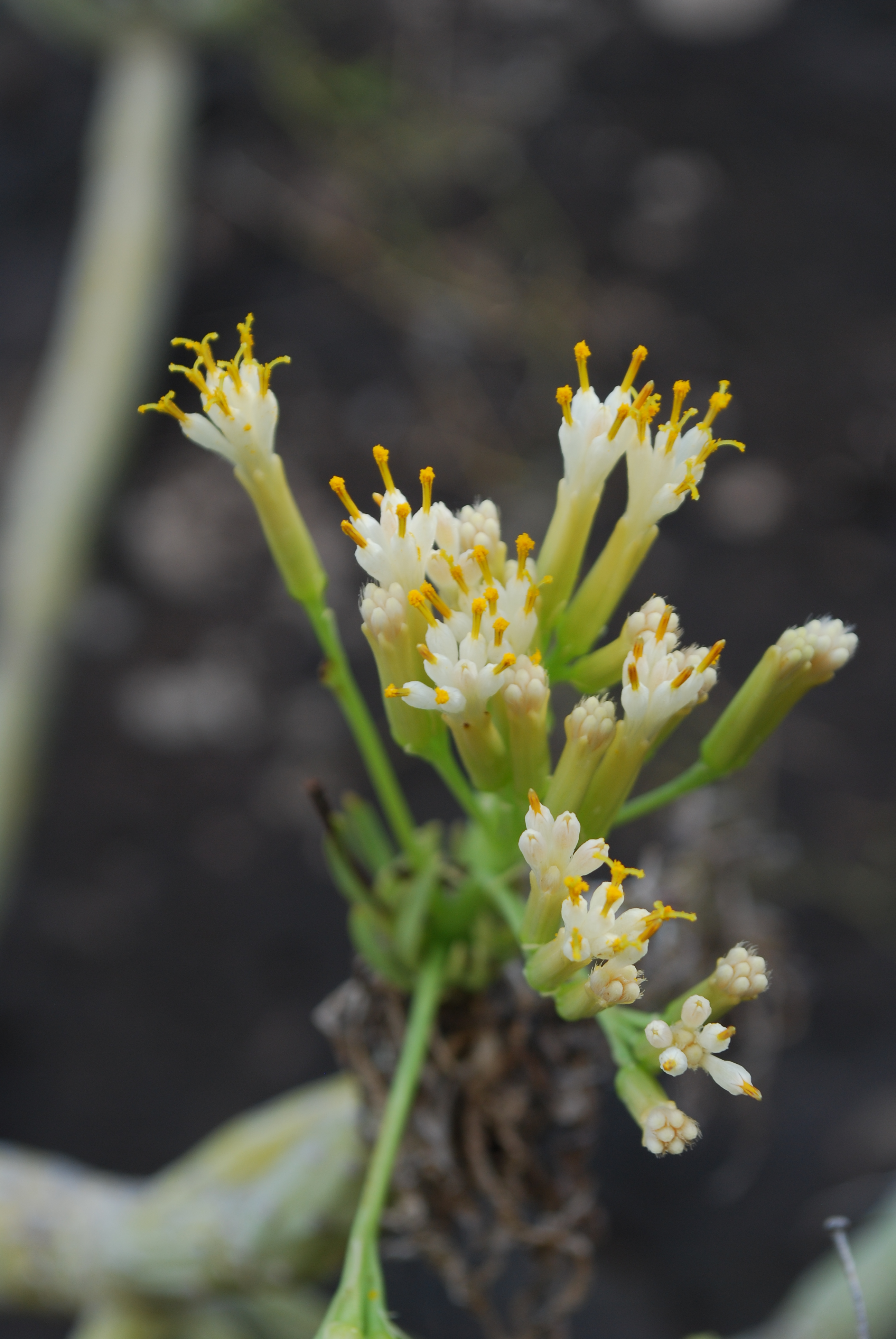
Detall de la inflorescència de Kleinia neriifolia

## Distribució i hàbitat
Kleinia neriifolia és un endemisme canari, present a totes les illes. Creix abundantment en les zones àrides, subtropicals i de Tabaibal-Cardonal amb substrats erosionats i abruptes, més predominants a la zona oriental de l'arxipèlag. SEs desenvolupa per tot arreu en els barrancs, vessants, troncs de les palmeres, fins i tot també damunt de les teulades de les cases, donant-los un aspecte característic.

## Usos
És una planta adequada per a jardins àrids, amb poques exigències de reg. Requereix un sòl ben drenat i amb textura de gra gruixut. Vegeta bé a el sol o mitja ombra. No resisteix temperatures per sota dels 5 °C.

## Taxonomia
Kleinia neriifolia va ser descrita per Adrian Hardy Haworth i publicat a Syn. Pl. Succ. 312. 1812
Etimologia
- Kleinia: nom genèric atorgat en honor del naturalista polonès-alemany Jacob Theodor Klein (1685-1759).[3]
- neriifolia: epítet llatí que procedeix de Nerium associat a Nereu, déu del Mar i pare de les Nereides; i és el nom genèric del "baladre" i folius, que significa "fullatge", al·ludint a la semblança de les fulles de les dues plantes.[4]

Sinonímia
- Cacalia kleinia L.
- Cacalia terminalis Salisb.
- Kleinia neriifolia f. neriifolia
- Senecio kleinia (L.) Less.[5]